# 古舘プロジェクト
株式会社古舘プロジェクト（ふるたちプロジェクト）は、日本の芸能プロダクション・番組制作プロダクションである。本社所在地は、東京都新宿区市谷砂土原町一丁目。

## 概要
1984年、放送作家の腰山一生が当時テレビ朝日アナウンサーだった古舘伊知郎と佐藤孝を引き合わせたことが創立のきっかけとなる。古舘が6月に同社を退社すると、7月1日付で佐藤を代表取締役にし、フリーアナウンサーに転向した古舘をはじめ7人のブレーンで「株式会社古舘プロジェクト」を設立した。社名を“プロダクション”ではなく“プロジェクト”としたのは「新時代のムーブメントを起こさんとする強いエネルギーに満ちた文字通りの”project”の立ち上げ」というブレーン集団の意思の表れからである。タレント・放送作家のマネジメントや、テレビ・ラジオ番組の企画制作などを中心業務とする。
2024年、心之介。が取締役社長に就任。

## 所属人物

### タレント
- 古舘伊知郎
- 松尾貴史
- 長野智子
- 三田佐代子
- 心之介。（代表取締役社長兼務）
- 池波志乃
- 青木悠介
- 小笠原舞子
- 神谷明采
- 三上大進

### エージェント
- 鈴鹿久美子
- 坂本頼光

### 作家
- 山本宏章
- 樋口卓治
- 冨永一郎
- 鮫肌文殊
- 山名宏和
- 三浦昭彦
- 柳澤正樹
- 小野寺雅之
- 海老根豊
- 太田光洋
- 槇田英司
- 嵯峨野功一
- 横山雄一郎
- 小野晋
- 林賢一（脚本家）
- 水野守啓

## 過去の所属人物

### タレント
- ヨネスケ
- 篠原ともえ
- 伍代参平
- 下田屋有依（現所属：オフィス・ティービー）
- 鈴木希依子
- 早坂あきよ（引退）
- 遙洋子
- 前原一輝（引退）
- 似鳥祐子（現所属：シー・フォルダ）
- 藤田由美子（現所属：スリートゥリー）
- 松本玲子
- 松田いよ（引退）
- 中村容子
- 初谷望
- 後藤和夫
- 柴田徹郎
- 吉本恒生（2018年8月20日退所）
- 丸本莉子
- 佐谷戸ミナ
- 望月芹名
- 小林亮太
- 中島もも
- 本田慎
- 成瀬亜未
- 宮﨑優
- 三原羽衣
- 仲田楓
- 神向ふき
- 中村優花
- 中尾彬 （在籍中に死去）

### 作家
- 腰山一生（故人）
- 小椋有紀子
- 伊藤滋之（元代表取締役社長）
- 安野智彦

## 過去の制作番組
- トーキングフルーツ（フジテレビ） - 制作協力
- フルタチさん（フジテレビ） - 制作協力
- 報道ステーション（古舘伊知郎）（テレビ朝日） - 制作協力[注 1]
- とれんでぃ9（テレビ朝日） - 制作協力
- クイズ赤恥青恥（テレビ東京） - 制作協力
- そんなに私が悪いのか!?（テレビ朝日）
- サタッぱち 古舘の日本上陸（テレビ朝日）
- サタッぱち 古舘の買物ブギ!!（テレビ朝日）
- いきなりプレゼント GET OR LOST（テレビ朝日）
- ザ・クイズマンショー（テレビ朝日）
- 賢コツ!!（テレビ朝日）
- 大人のソナタ（テレビ朝日） - 制作協力

## 関連会社
- 株式会社ブレイン コミュニケーションズ[注 2]
  - 2006年4⽉6⽇設立。
- 株式会社タイズブリック
  - 2009年11月24日設立。2013年2月、株式会社エイジプロジェクトから商号変更。
- 株式会社オートブティック
- 株式会社ティッピングポイントプロデュース